# 라이트 펜

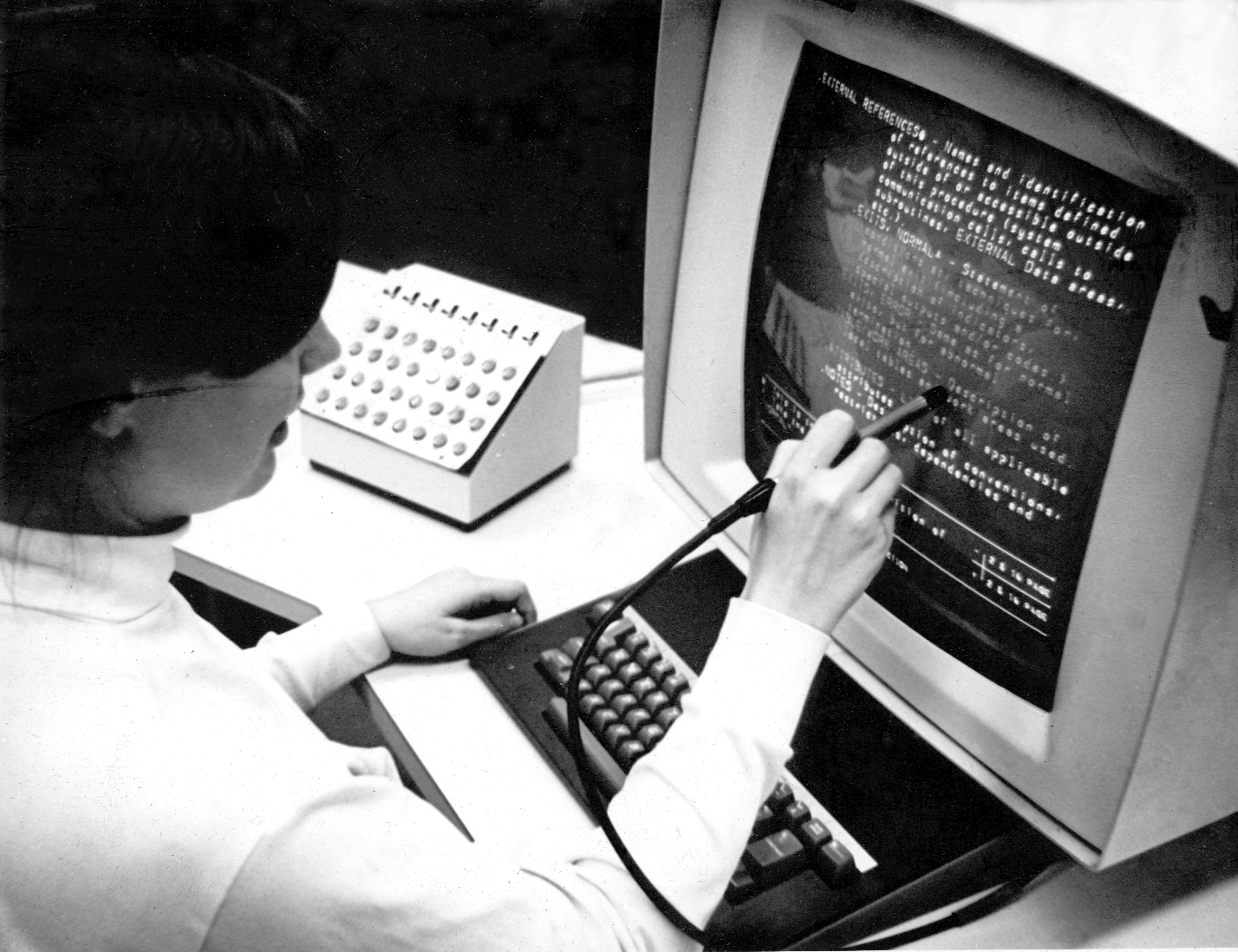
1969년 10월경 브라운 대학교에서 사용 중인 하이퍼텍스트 편집 시스템 (HES) 콘솔 사진. 이 사진은 HES가 IBM 360 메인프레임에 채널로 연결된 라이트펜과 프로그래밍 기능 키보드를 포함한 IBM 2250 Mod 4 디스플레이 스테이션에 표시되는 모습을 보여준다.

라이트펜(영어: Light pen)은 컴퓨터의 브라운관(CRT) 디스플레이와 함께 사용되는 감광성 스틱 형태의 입력 장치이다.
이를 통해 사용자는 터치스크린과 유사하지만 더 높은 위치 정확도로 표시된 개체를 가리키거나 화면에 그릴 수 있다. 라이트펜은 모든 CRT 기반 디스플레이에서 작동할 수 있지만, LCD에서는 사용 가능 여부가 불분명했다 (그러나 도시바와 히타치는 2006년 일본에서 열린 "Display 2006" 쇼에서 유사한 아이디어를 선보였다).
라이트펜은 브라운관 전자빔이 스캔할 때 주변 화면 픽셀의 밝기 변화를 감지하고 이 이벤트의 타이밍을 컴퓨터에 전달한다. CRT는 전체 화면을 한 번에 한 픽셀씩 스캔하기 때문에, 컴퓨터는 빔에 의해 화면의 다양한 위치가 스캔될 예상 시간을 추적하고 최신 타임스탬프를 통해 펜의 위치를 추론할 수 있다.

## 역사
최초의 라이트펜은 이때만 해도 "라이트 건"이라고 불렸는데, 1951년에서 1955년경 매사추세츠 공과대학교의 훨윈드 I 프로젝트의 일환으로 만들어져 화면에서 개별 기호를 선택하는 데 사용되었으며, 나중에 SAGE 프로젝트에서는 레이더 네트워크로 연결된 공역의 전술 실시간 제어에 사용되었다.
가장 널리 배치된 초기 사용 사례 중 하나는 군사 공역 감시를 위한 AN/FSQ-7의 상황 표시 콘솔이었다. 이는 훨윈드 프로젝트와의 연관성을 고려하면 그리 놀라운 일은 아니다. 더 자세한 내용은 반자동식 방공조직을 참조하라.
1960년대에는 IBM 2250과 같은 그래픽 터미널에서 라이트펜이 흔하게 사용되었으며, IBM 3270 텍스트 전용 터미널에서도 사용할 수 있었다.
최초의 비선형 편집기인 CMX 600은 라이트펜으로 제어되었는데, 작업자는 편집된 영상에 중첩된 기호를 클릭했다.
라이트펜의 사용은 1980년대 초에 페어라이트 CMI와 같은 음악 워크스테이션과 BBC 마이크로 및 홀본 9100과 같은 개인용 컴퓨터로 확대되었다. IBM PC 호환 MDA (초기 버전만 해당), CGA, HGC (HGC+ 및 인컬러 포함) 및 일부 EGA 그래픽 카드에도 라이트펜과 호환되는 커넥터가 있었으며, 초기 Tandy 1000 컴퓨터, 톰슨 MO5 컴퓨터 계열, 아미가, 아타리 8비트, 코모도어 8비트, 일부 MSX 컴퓨터 및 암스트라드 PCW 가정용 컴퓨터도 마찬가지였다. MSX 컴퓨터의 경우 산요는 라이트펜 인터페이스 카트리지를 생산했다.
사용자가 장시간 화면 앞에 팔을 들고 있어야 하거나 (잠재적으로 "고릴라 팔"을 유발할 수 있음) 모니터를 기울이는 책상을 사용해야 했기 때문에, 라이트펜은 범용 입력 장치로서 사용되지 않게 되었다. 라이트펜은 또한 지속성이 낮은 디스플레이에서만 잘 작동하는 것으로 인식되었는데, 이러한 디스플레이는 깜빡임 경향이 있다.

## 같이 보기
- 비트뱅잉
- CueCat
- 디지털 펜
- 라이트 건
- 펜 컴퓨팅
- 스타일러스 (컴퓨팅)

## 내용주
1. ↑  예를 들어, Tandy 1000 SX는 후면 패널에 DE-9 라이트펜 커넥터가 있었다; 나중에 출시된 Tandy 1000 TX에서는 이 라이트펜 인터페이스가 동일한 위치에 동일한 커넥터를 사용하는 직렬 포트로 대체되었다.